# David Mazzucchelli
David Mazzucchelli, né à Providence (Rhode Island) le 21 septembre 1960, est un auteur de bande dessinée américain.

## Biographie
David Mazzucchelli naît le 21 septembre 1960. Après des études à l'École de design de Rhode Island il entame une carrière de dessinateur de comics dans les années 1980 essentiellement en illustrant les aventures de Daredevil scénarisées par Frank Miller et publiées par Marvel. Il est le dessinateur du story arc Born Again (en) qui transforme entièrement le personnage de Daredevil. Il suit ensuite Miller chez DC Comics où ensemble ils réécrivent les origines de Batman dans le récit intitulé Batman : Année Un. Son dessin sobre (expressionniste) le fait immédiatement remarquer, mais il prend rapidement ses distances avec l'industrie des comics.
Dans les années 1990, David Mazzucchelli abandonne le genre « super-héros » et propose ses travaux au magazine Raw mais il est éconduit. Il crée alors son propre comic-book, Rubber Blanket (en) puis collabore avec l'écrivain Paul Karasik sur une adaptation graphique de la Cité de Verre de Paul Auster publiée en 1994 par Avon Books, adaptation saluée par Art Spiegelman. Il réalise également des courts récits pour diverses publications, comme le magazine Drawn & Quarterly, et des couvertures pour The New Yorker. Dans le même temps, il enseigne la bande dessinée à l'École de design de Rhode Island et à l'école des Arts visuels de New York. En 2009, Pantheon Books a publié son roman graphique multi-récompensé Asterios Polyp, publié ensuite en français en 2010 par Casterman.